# Vieille mehana de la famille Mladenović à Saraorci
La vieille mehana de la famille Mladenović à Saraorci (en serbe cyrillique : Стара друмска механа породице Младеновић у Сараорцима ; en serbe latin : Stara drumska mehana porodice Mladenović u Saraorcima) se trouve à Saraorci, sur le territoire de la Ville de Smederevo et dans le district de Podunavlje, en Serbie. Elle est inscrite sur la liste des monuments culturels de grande importance de la République de Serbie (identifiant no SK 547).

## Présentation
La mehana constitue un exemple bien conservé de ce type de bâtiment, que l'on trouvait parfois le long des routes ; on suppose qu'elle a été construite avant 1830 et que, à l'origine, à l'époque de l'Empire ottoman, elle était une « menzulana », une sorte de bureau de poste et de relais pour les chevaux. Elle est située le long de l'ancienne route de Carigrad (en serbe : Carigradski drum), qui reliait Belgrade à Constantinople.
Le bâtiment, qui s'inscrit dans un plan rectangulaire de 30 m sur 15, est constitué d'un simple rez-de-chaussée ; il est construit selon la technique des colombages et est recouvert d'un toit à quatre pans recouvert de tuiles. Il dispose de huit pièces et d'un porche-galerie central avec des arcades de style moravien ; les arcades sont portées par sept piliers en bois sans décoration particulière.
La mehana revêt une importance à la fois architecturale, ethnologique et historique. La taverne est longtemps restée la propriété de la famille Mladenović, liée au héros national Sveta Mladenović et au poète Tanasije Mladenović. Une plaque commémorative apposée sur le bâtiment honore les membres de la famille engagés dans la lutte de Libération nationale.

### Note
1. ↑  Une mehana est une sorte d'auberge et de taverne.